# Борисов, Егор Иванович
Егор Иванович Борисов — советский государственный, хозяйственный и партийный деятель.

## Биография
Родился 22 февраля 1911 года в д. Кузнецы Шатурского р-на Московской губернии в семье крестьян, русский. В семь лет остался сиротой, воспитывался тетей.
В 1936 году окончил МЭИ.

### Послужной список
- 1929−1931 подручный электромонтера, электрообмотчик на Шатурской ГРЭС.
- 1936−1938 мастер, инженер, начальник участка завода «Динамо» им. С. М. Кирова,
- 1938−1942 аспирант МЭИ, заместитель декана электромеханического и вечернего факультета,
- 1942−1952 инструктор отдела топливно-электрической промышленности, заместитель заведующего отделом электростанций и тяжелой промышленности МГК КПСС,
- 1952−1955 директор завода имени Владимира Ильича,
- 1955—1959 первый секретарь Москворецкого РК КПСС Москвы,
- 1959−1961 заместитель председателя Моссовета.
- 1961—1967 управляющий РЭУ «Мосэнерго»,
- 1967—1983 первый заместитель министра энергетики и электрификации СССР.

Делегат XX, XXI, XXIII съездов КПСС.
С 1988 г. — на пенсии. Работал первым заместителем председателя Совета ветеранов энергетиков. Умер в Москве 4 февраля 2004 года.

## Государственные награды
- Орден «За заслуги» III степени (13 мая 2003 года, Украина) — за личный вклад в укрепление и развитие украинской-российских связей в электроэнергетической отрасли, высокий профессионализм[1]
- три ордена Красной Звезды (1945; 1947; 1957), ордена Трудового Красного Знамени (1956), Ленина (1966), медали «За обо- рону Москвы» (1943), «За доблестный труд в Великой Отечественной войне 1941—1945 гг.» (1945).
- Дважды Лауреат премии Совета Министров СССР,
- заслуженный энергетик РСФСР,
- почетный энергетик РСФСР.